# Fábio Crippa
Fábio Crippa (* 1929 in São Paulo; † 23. Januar 2011 ebenda) war ein brasilianischer Fußballtorhüter.
Crippa bestritt zwischen 1950 und 1956 80 Spiele für Palmeiras São Paulo, dabei musste er 101 Tore hinnehmen. 1951 gewann er mir Palmeiras das 1951. Im selben Jahr noch war sein größter sportlicher Erfolg der Gewinn der Copa Rio gegen Juventus Turin.
Er starb im Januar 2011 im Alter von 82 Jahren an der Alzheimer-Krankheit.
| Personendaten    | Personendaten                   |
| ---------------- | ------------------------------- |
| NAME             | Crippa, Fábio                   |
| KURZBESCHREIBUNG | brasilianischer Fußballtorhüter |
| GEBURTSDATUM     | 1929                            |
| GEBURTSORT       | São Paulo, Brasilien            |
| STERBEDATUM      | 23. Januar 2011                 |
| STERBEORT        | São Paulo, Brasilien            |